# Cantó de Boulogne-sur-Mer-Nord-Est
El cantó de Boulogne-sur-Mer-Nord-Est és un cantó francès del departament del Pas de Calais, situat al districte de Boulogne-sur-Mer. Té 4 municipis i part del de Boulogne-sur-Mer.

## Municipis
- Boulogne-sur-Mer (part)
- Conteville-lès-Boulogne
- Pernes-lès-Boulogne
- Pittefaux
- Wimille

## Història
| Data d'elecció                           | Identitat         | Partit | Qualitat |
| ---------------------------------------- | ----------------- | ------ | -------- |
| 1973-1979                                | Henri Henneguelle | PS     |          |
| 1979-1985                                | Dominique Dupilet | PS     |          |
| 1985-                                    | Claude Allan      | PS     |          |
| les dades anteriors no són pas conegudes |                   |        |          |
|                                          |                   |        |          |